# Xun Jiang (vattendrag i Kina, Guangxi, lat 23,47, long 111,30)
Xun Jiang är ett vattendrag i Kina. Det ligger i den autonoma regionen Guangxi, i den södra delen av landet, omkring 310 kilometer öster om regionhuvudstaden Nanning.
Genomsnittlig årsnederbörd är 2 157 millimeter. Den regnigaste månaden är maj, med i genomsnitt 341 mm nederbörd, och den torraste är februari, med 39 mm nederbörd.